# Koszykówka na Letniej Uniwersjadzie 2017
Koszykówka na Letniej Uniwersjadzie 2017 – zawody koszykarskie rozegrane w dniach 20–29 sierpnia na czterech obiektach w Tajpej. Rywalizacja toczyła się dwóch konkurencjach w ramach letniej uniwersjady.

## Medaliści
| Konkurencja      | Złoto     | Srebro            | Brąz            |
| Turniej mężczyzn | Litwa     | Stany Zjednoczone | Łotwa           |
| Turniej kobiet   | Australia | Japonia           | Chińskie Tajpej |

## Klasyfikacja medalowa
| Miejsce | Reprezentacja     | Złoto | Srebro | Brąz | Razem |
| ------- | ----------------- | ----- | ------ | ---- | ----- |
| 1.      | Australia         | 1     | 0      | 0    | 1     |
| 1.      | Litwa             | 1     | 0      | 0    | 1     |
| 3.      | Japonia           | 0     | 1      | 0    | 1     |
| 3.      | Stany Zjednoczone | 0     | 1      | 0    | 1     |
| 5.      | Chińskie Tajpej   | 0     | 0      | 1    | 1     |
| 5.      | Łotwa             | 0     | 0      | 1    | 1     |